# Mohamed Rabii
Mohamed Rabii est un boxeur marocain né le 13 juillet 1993 à Casablanca. 

## Biographie

### Carrière amateur
D'origine Doukalla de Had oulad frej , Mohamed Rabii nait dans la ville de Casablanca. Il est connu pour être le premier boxeur marocain à avoir remporté une médaille d'or en boxe anglaise lors des championnats du monde à Doha en 2015. Rabii s'impose dans la catégorie des poids welters (-69 kg) après avoir battu en finale le kazakh Daniyar Yeleussinov et remporte le prix de meilleur boxeur de l'année. L'année suivante, il remporte une médaille de bronze aux jeux olympiques d'été de 2016. En août 2016, il est décoré commandeur de l'ordre du Ouissam Al Moukafâa Al Wataniya — ordre du Mérite national — par le roi Mohammed VI.

### Carrière dans les rangs professionnels
Le 11 mars 2017, il fait ses débuts de boxeur professionnel face au boxeur hongrois Laszlo Kovacs dans la catégorie super-welters à Pragues. Rabii remporte ce combat par KO dès le premier round.
Le 22 avril 2017, Mohamed Rabii dispute son deuxième combat professionnel dans la ville d'Erfurt en Allemagne. Il bat le Belge Jean-Pierre Habimana, de dix ans son aîné, au terme des six rounds. Le 1er juillet suivant, il met KO en moins d'une minute son adversaire Géorgien Temur Abuladz.
Le 2 décembre 2017, il remporte son quatrième combat d'affilée face au hongrois Laszlo Sizlvai à nouveau par KO.
Le 24 mars 2018 Mohamed a continué sa série de sans-faute en mettant KO le boxeur Italien Giuseppe Lauri (en) dès le 63e round au Palais des sports de Marseille.
Le 15 septembre 2018, le Boxeur de 25 ans qui revient après une longue période de repos a remporté son 6e combat professionnel contre le brésilien Anderson Clayton lors de la soirée gala de boxe de l’écurie « SES Boxing », disputé dans la ville de Magdeburg en Allemagne. 
Le 20 octobre 2018, son deuxième combat sur le ring du palais des congrès de Marseille, Mohamed a eu besoin de 1 min 30 secondes seulement pour envoyer l'autrichien Gogi_Knežević (de) aux vestiaires, le boxeur a essayé de démontrer sa résistance après une perte d’équilibre causée par une droite du jeune marocain mais l'arbitre a mis fin à la rencontre devant une insatisfaction du perdant et son staff.

## Palmarès

### World Series of Boxing
- Numéro 1 de la saison 2015 au classement des poids welters (-69 kg)[4]
- Boxeur de l'année 2015[5]

### Jeux olympiques
- Médaille de bronze en -69 kg aux jeux olympiques d'été de 2016 à Rio de Janeiro, Brésil.

### Championnats du monde
- Médaille d'or en -69 kg en 2015 à Doha, Qatar.

### Championnats d'Afrique de boxe amateur
- Médaille d'or en −69 kg en 2015 à Casablanca , Maroc
- Médaille d'or en −75 kg en 2023 à Yaoundé; Cameroun[6]

## Décorations
- Le 22 août 2016, il est décoré commandeur de l'ordre du Ouissam Al Moukafâa Al Wataniya — ordre du Mérite national[2] — par le roi Mohammed VI[7].